# Reunion Tower
La Reunion Tower di Dallas in Texas è una torre panoramica alta 171 m che fa parte del gruppo Hyatt Regency Hotel complex, fu inaugurata nel 1978. La torre possiede un ristorante girevole e telescopi con attrezzature per una esperienza interattiva. Nel novembre 2007 è stata chiusa per lavori di ammodernamento, riaprendo nel febbraio 2009 il ristorante e nell'ottobre 2013 il piano d'osservazione. Tra questi lavori è compresa la sostituzione delle 259 luci sulla sommità con delle nuove lampade LED, riducendo a meno di 1/5 i consumi di elettricità e con la capacità di cambiare colori.

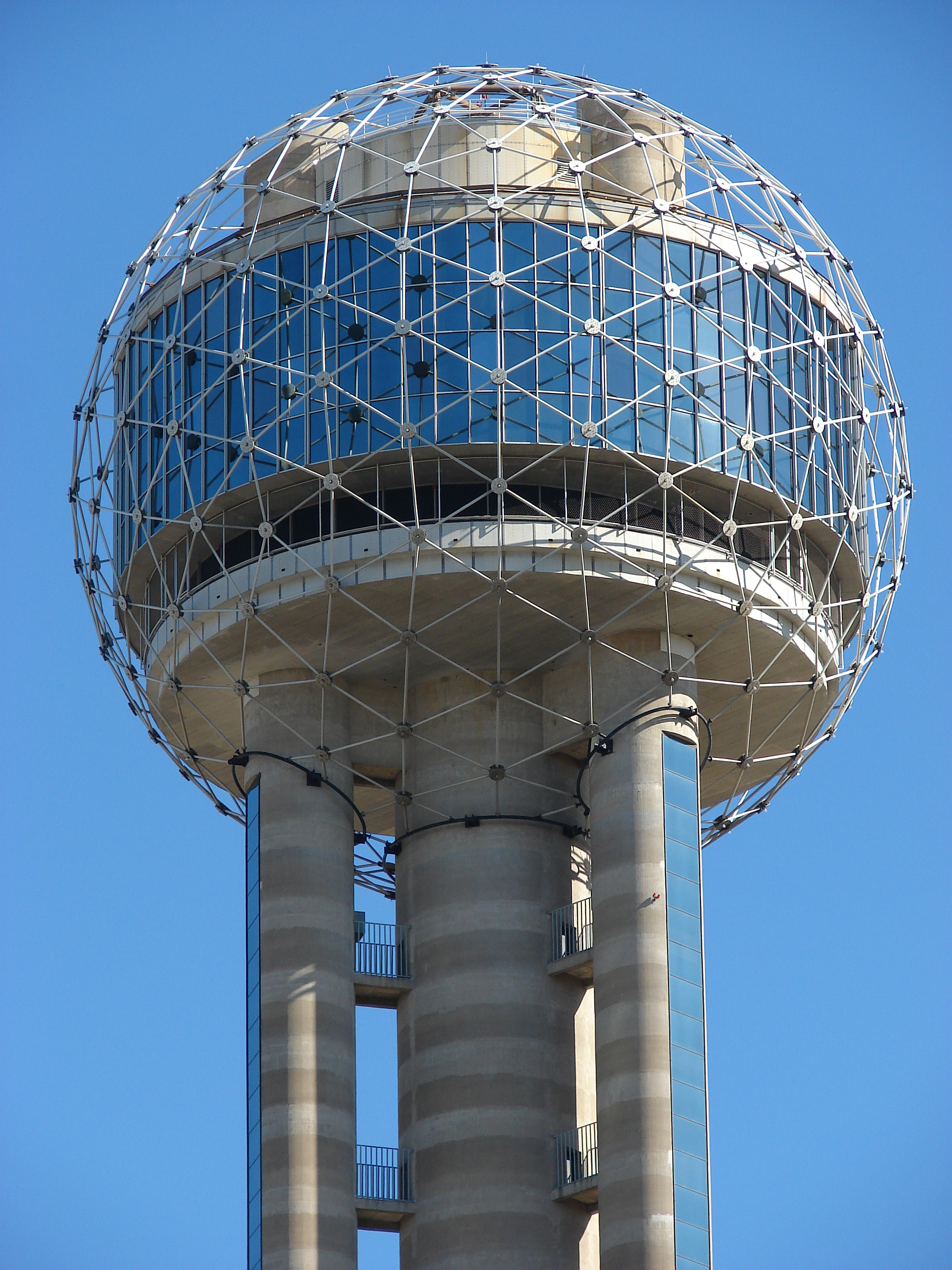
Cima della torre
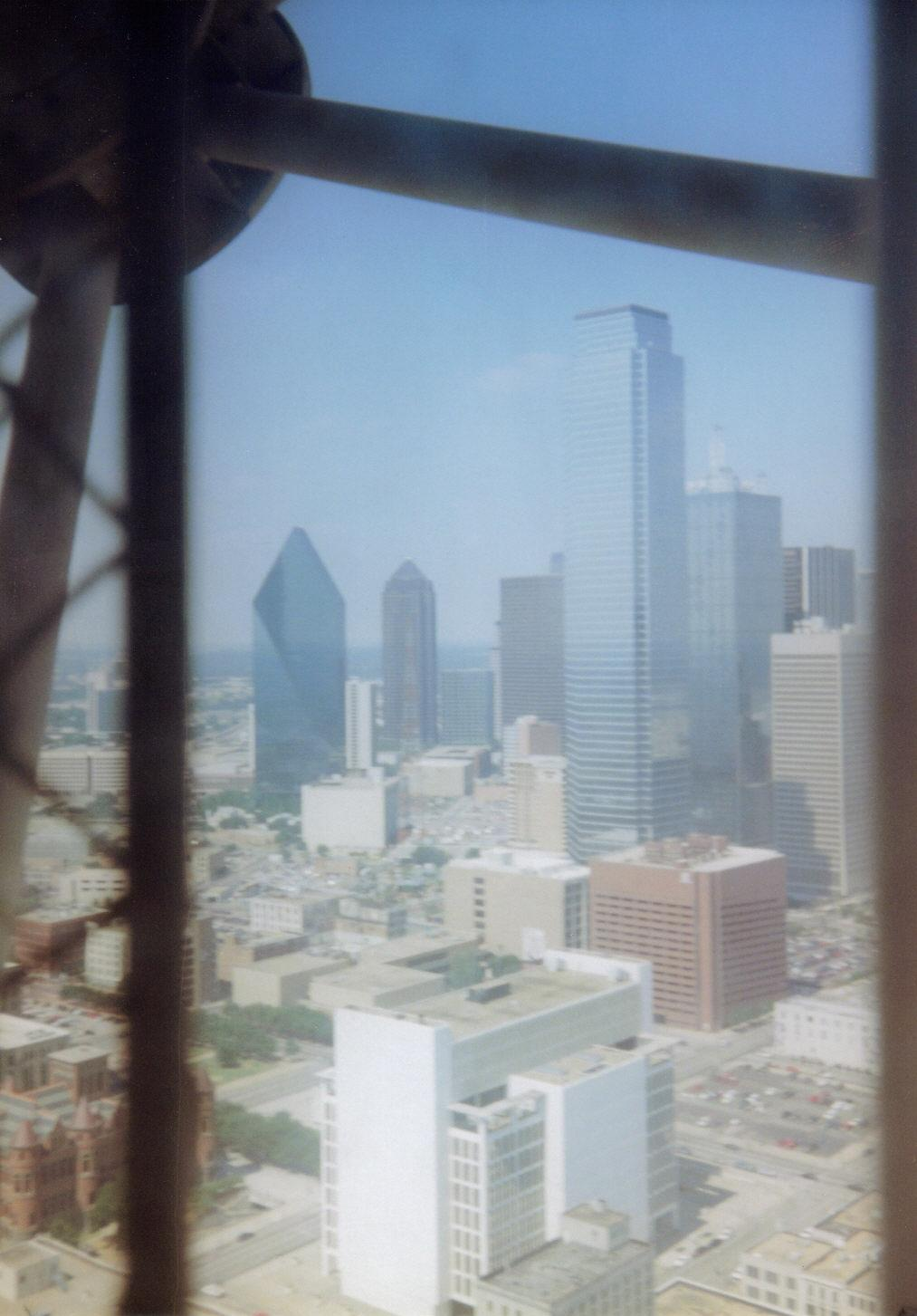
Dallas vista dalla Reunion Tower
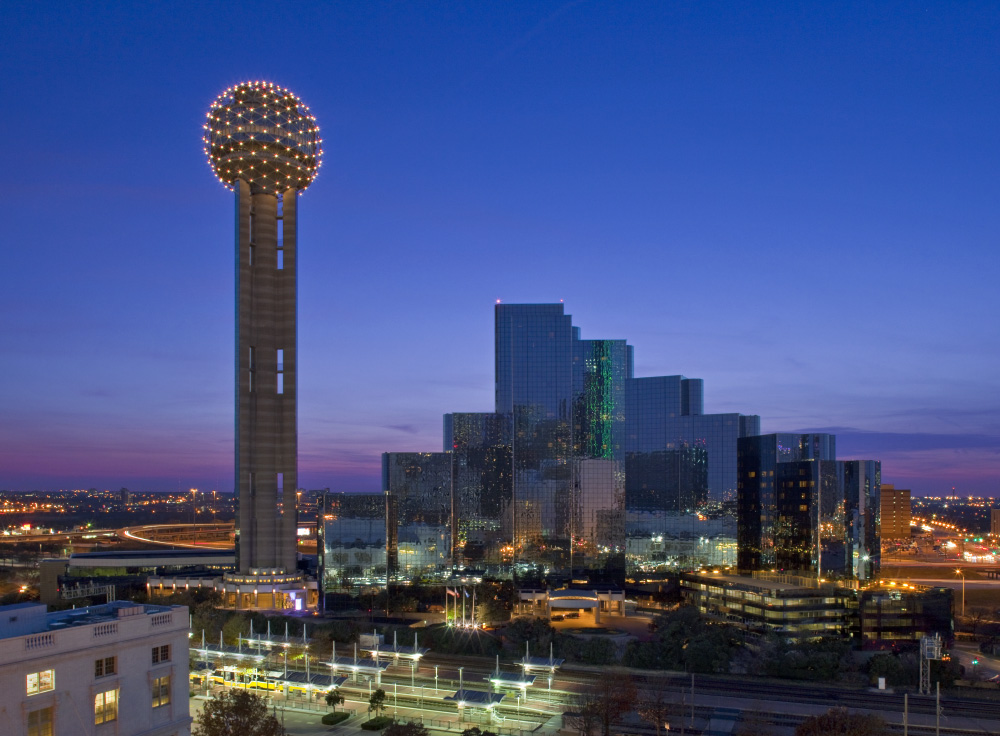
Torre illuminata di notte